# Галицкая кухня

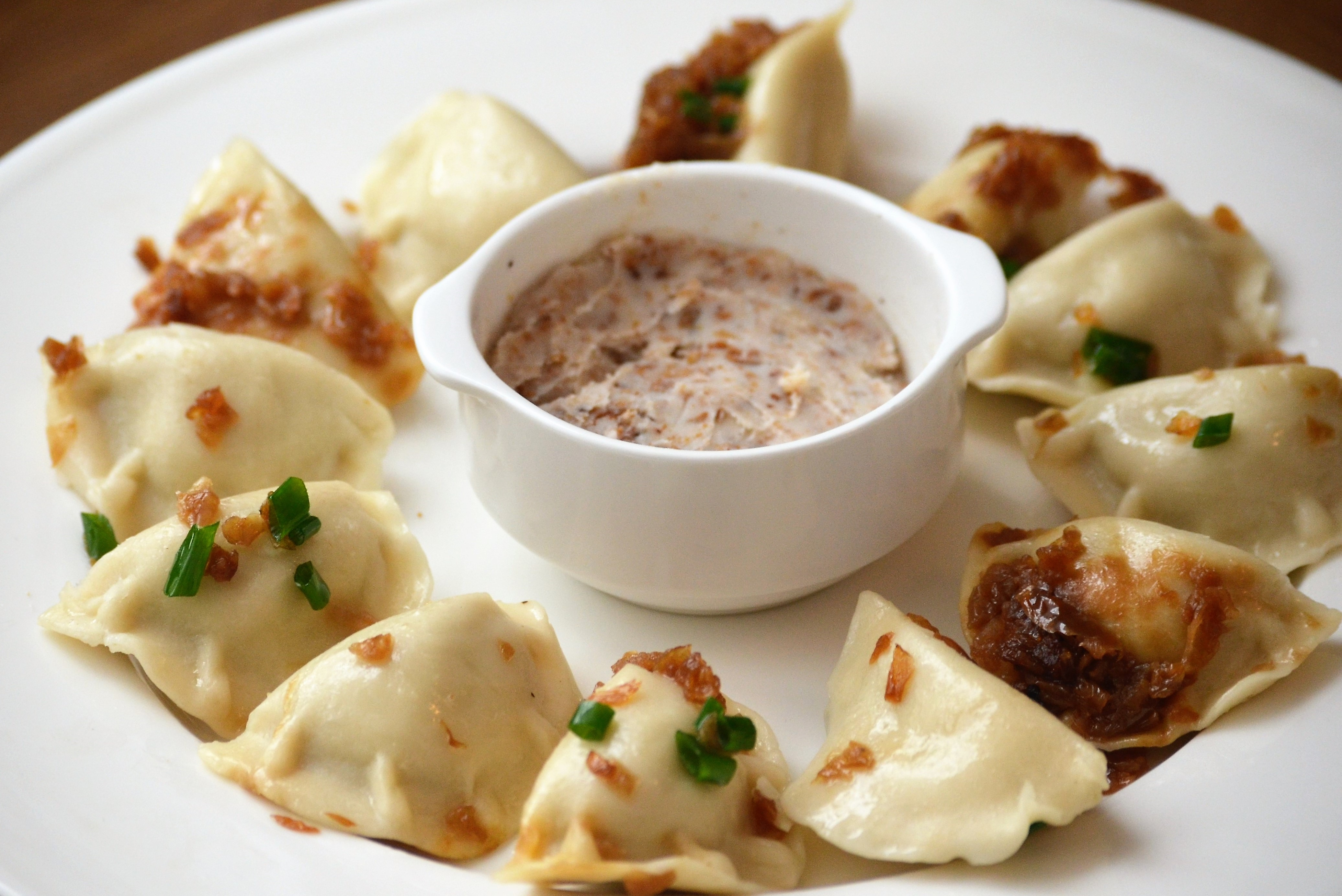
Галицкие вареники

Галицкая кухня — это региональная кухня территорий, которые были частью Королевства Галиции и Владимирии в составе Австро-Венгерской империи, представляющая собой типично пограничную кухню, смесь польской и украинской кухни, с большим влиянием австрийской, венгерской, еврейской и других кухонь. В узком смысле – кухня украинской Галиции (Галичины). 
Географически галицкая кухня делится на кухни Подгалья, Гуцульщины, Краковщины (Малопольщина, Западная Галичина) и львовскую кухню (Восточная Галиция). Еврейское и армянское меньшинства в Галиции имели свои отдельные кулинарные традиции.
Географической границей галицкой кухни являются Карпаты. Западная часть региона, центром которой является Краков, опирается на субальпийский массив Карпат, а Восточная часть Галиции, центром которой является Львов, расположена на Волынско-Подольской возвышенности, которая на севере граничит с Волынской возвышенностью, а на юго-востоке - с Восточными Карпатами.
Даже массовые перемещения населения в результате послевоенных изменений не уничтожили полностью традиционные кулинарные привычки жителей региона. 
Галицкая кухня все чаще видоизменяется, пополняется космополитическими акцентами.

## История
Самая древняя модель продовольственного хозяйства появилась на этих территориях в V тысячелетии до н. э., перенесенная общинами, прибывшими из районов современных Балкан и Венгерской равнины, в том числе способность выращивать и разводить животных. Самыми распространенными блюдами были говядина из одомашненных туров, свинина и баранина, пришедшие вместе с жителями Южной Европы. В эпоху бронзы наряду с пшеницей, рожью и ячменем появились просо и овес. Разводили также кур и гусей. Выращивали фасоль, чечевицу, мак, масличную культуру, турнепс, репу масличную, лен. В начале железного века соль импортировали из гальштатских рудников в современной Австрии, а местную соль варили из солёных источников.
Приблизительно в середине V века до н. э. состоялся очередной цивилизационный скачок в развитии земледелия, продолжавшийся несколько веков, носителями которого были кельтские племена. Кельты-переселенцы принесли с собой навыки выпекания хлеба на закваске и выращивание клекачки перистой. В начале I тысячелетия римское влияние достигло территории Галиции благодаря германским племенам, с этого периода популяризированы чеснок, хрен и укроп. Революцию в кухне раннего средневековья совершило появление купольных печей, позволивших выпекать более качественные и пышные хлеба.
На рубеже X—XI веков на столах появилась капуста, смешанная с крупой, кусочками рыбы, мяса или сала. С годами суп из квашеной капусты станет основным первым блюдом подгалянцев. Это блюдо распространится на все Подкарпатье, и каждая хозяйка будет иметь собственный рецепт в соответствии с запасами своей кладовой. На средневековом столе в основном встречается горох в разных формах. Самый древний сохранившийся рецепт свекловичного борща датируется концом XVI века и тогда назывался кислым супом.

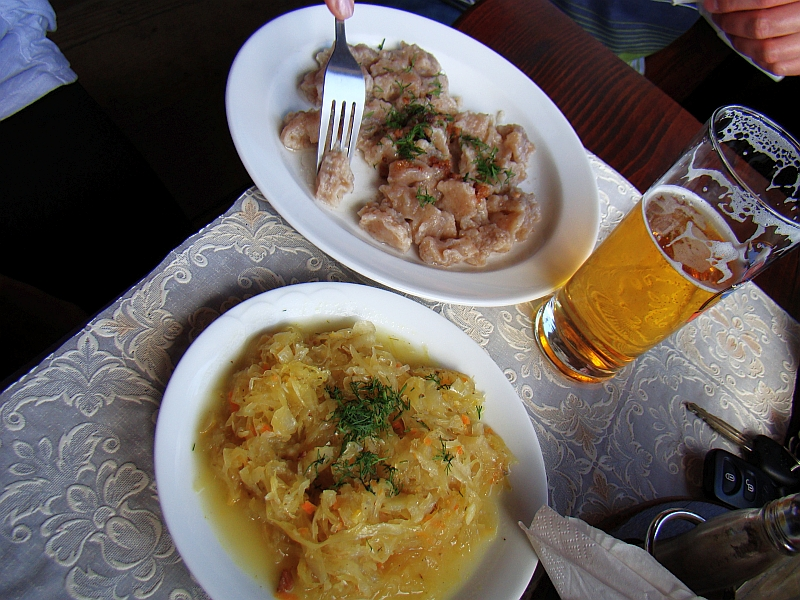
Шпецле из рисовой муки и тушеная капуста на гарнир

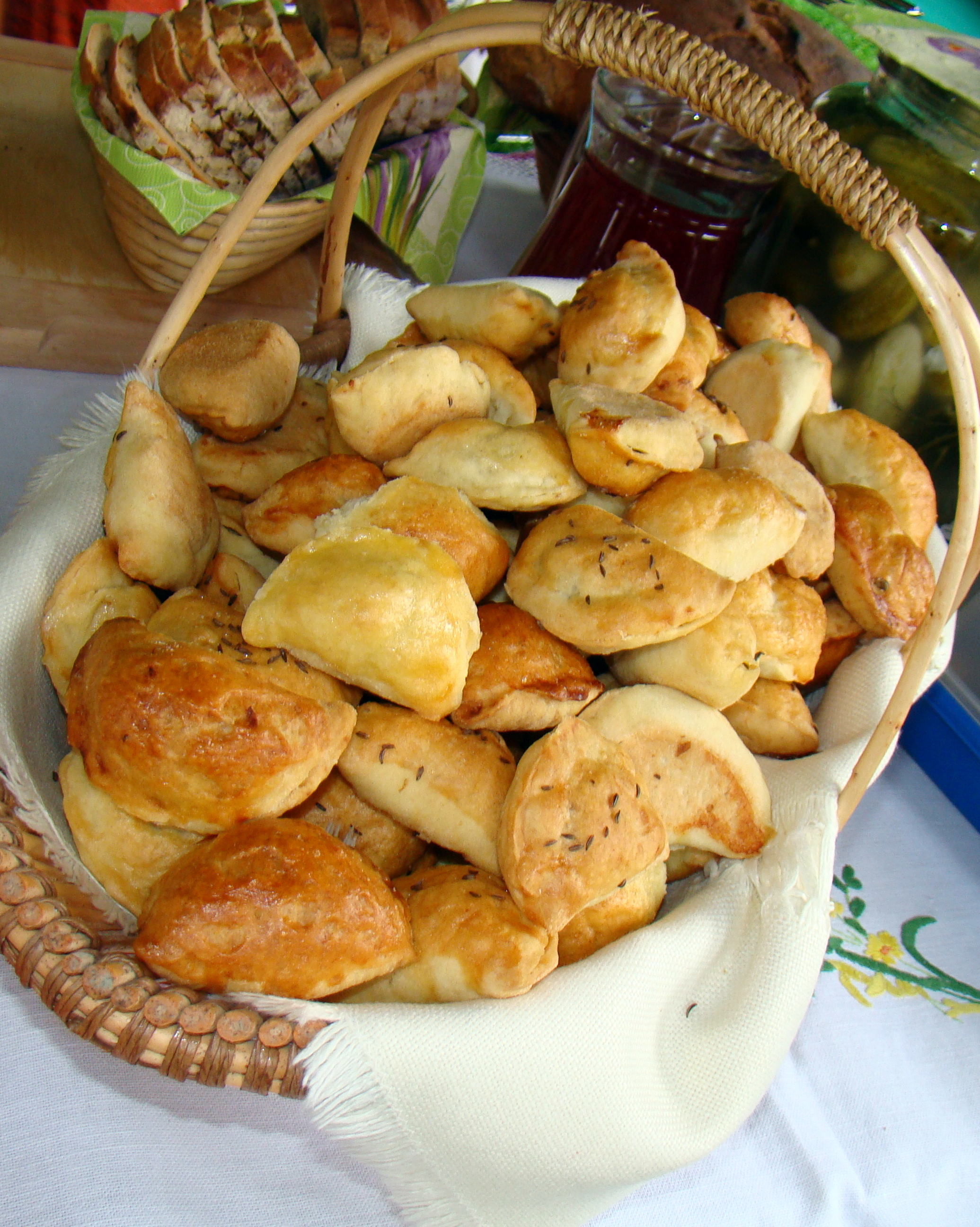
Галицкие пирожки

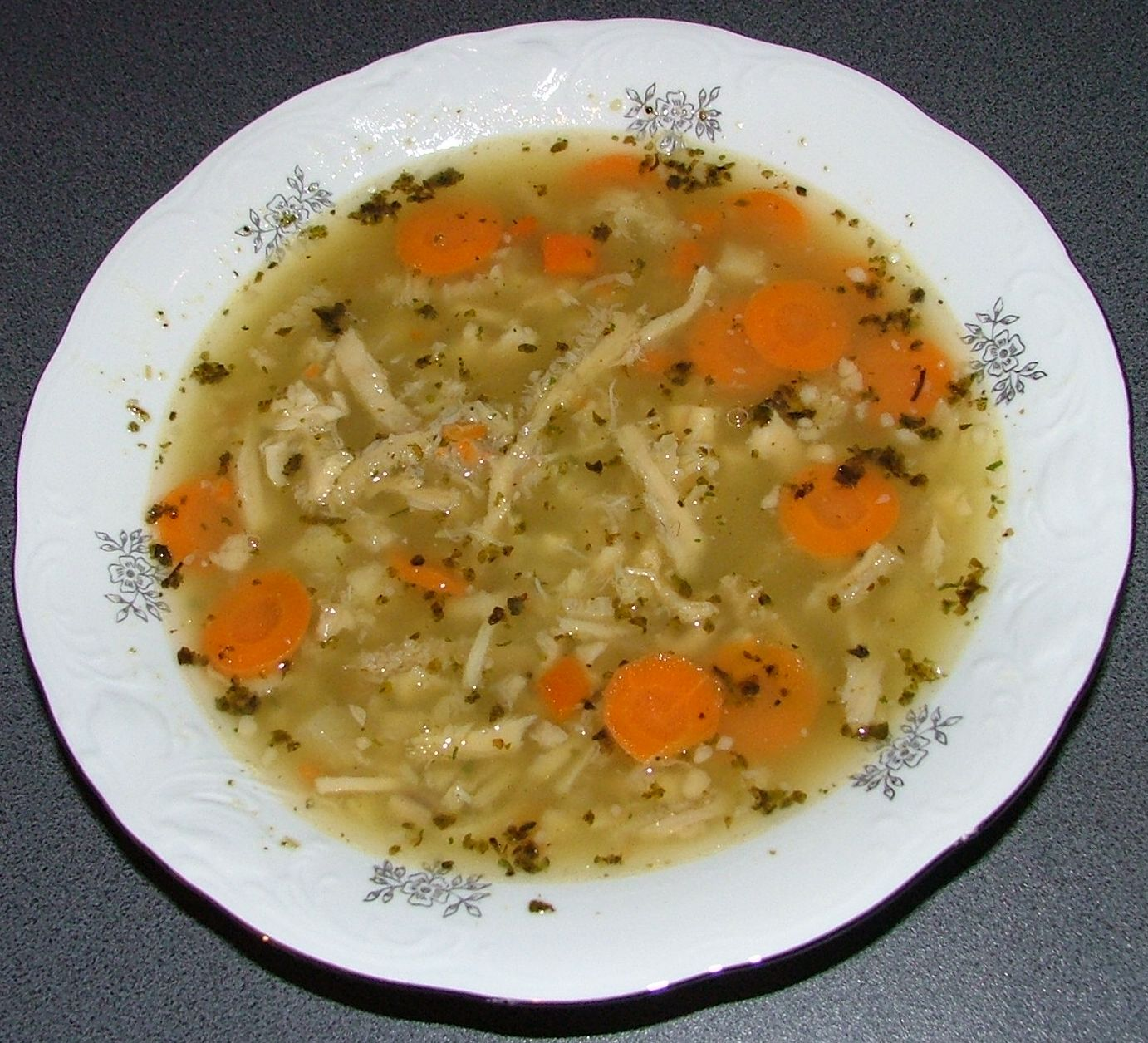
Фляки – суп из говяжьего рубца

Начиная с XVII века, среди шляхты очень популярна коллекция блюд из книги «Compedium» шеф-повара Станислава Чернецкого, написанной в замке в Весни, изданной в Кракове, которая до XIX века выдержала двадцать изданий. В Польше картофель появился после победоносной Венской битвы в 1683 году. Именно тогда Ян III получил первый семенной картофель от императора Леопольда I прямо из императорских садов в Вене. Также Чернецкий создает для королевского двора первые блюда из «тертофелы», как тогда называли картофель. Для придания вкуса использовался уксус, вино, сахар, специи. В зависимости от размера кошелька винное сусло не использовалось для приготовления пищи, а заменялся фруктовым уксусом для приготовления блюд [9] . Картофель, согласно отчету 1767 года фон Лендорфа, который записал это между Троповой и Краковом, «является пищей простого человека и едят его трижды в день» .
Первый раздел Речи Посполитой в 1772 году и признание польским сеймом аннексии Галиции положило начало изменениям в обычаях, а также в кулинарной традиции. При этом границы XIX века оставляют неизменные следы до наших дней.
В 1866 году Ян Анджей Пелар издает в Жешуве «Кулинарную книгу», в которой излагает кулинарный опыт «богатых и бедных». Несколько десятков лет спустя повар графа Антония Потоцкого Антоний Теслар в 1910 году издает книгу под названием «Польско-французская кухня». В XIX веке галицкая кухня также стала популярной во Франции, где сервировали самые изысканные блюда, в частности, Цесарку по-краковски с галушками и белыми грибами. Львовская кухня попала под влияние Вены.
В 1912 (или в 1910) Леонтина Лучаковская издала первую украиноязычную кулинарную книгу «Домашняя кухня», которая приобрела широкую популярность, а в 1929 году вышла книга Ольги Франко, супруги Ивана Франко, «Практическая кухня», которая помогла «в определенном смысле, формализовать галицкую кухню», это было первое описание городской галицкой кухни.
После оккупации Польши в 1939 году и аннексии западноукраинских земель галицкая кухня впала в забвение, однако с восстановлением независимости Польши и Украины начался процесс её возрождения.

## Пиво
Пиво в Галиции являлось основным алкогольным и распространенным напитком. Варили его из пшеницы или, по-немецки, из ячменя. В частности, во Львове пиво варят с конца XIV века. В XVIII веке среднестатистический обитатель барских дворов и больших городов потреблял 20 л водки и более 700 л пива, а крестьянин выпивал за год сразу 3 л водки и 100 л пива. В то время пиво употребляли «от завтрака до обеда, от ужина до подушки» . Пиво варили в каждом хуторе, городских пивоварнях, многих крестьянских хозяйствах. Из-за фальсификата в Малопольше ценили только настоящее английское пиво, импортированное прямо из Лондона. Также импортировалось пиво из Чехии и Силезии. Во второй половине XIX века пивоварни в Живце и Окоциме укрепили свои позиции на рынке, а водочно-ликерная фабрика Юзефа Бачевского во Львове приобрела международный статус. Пивоварня Эрцгерцога в Живце, основанная в 1852—1856 годах Карлом Габсбургом, быстро приобретает славу, сначала в Галиции, где конкурирует с пивом баронов Гетц-Окоцимских и Львовских пивоварений.

## Вино

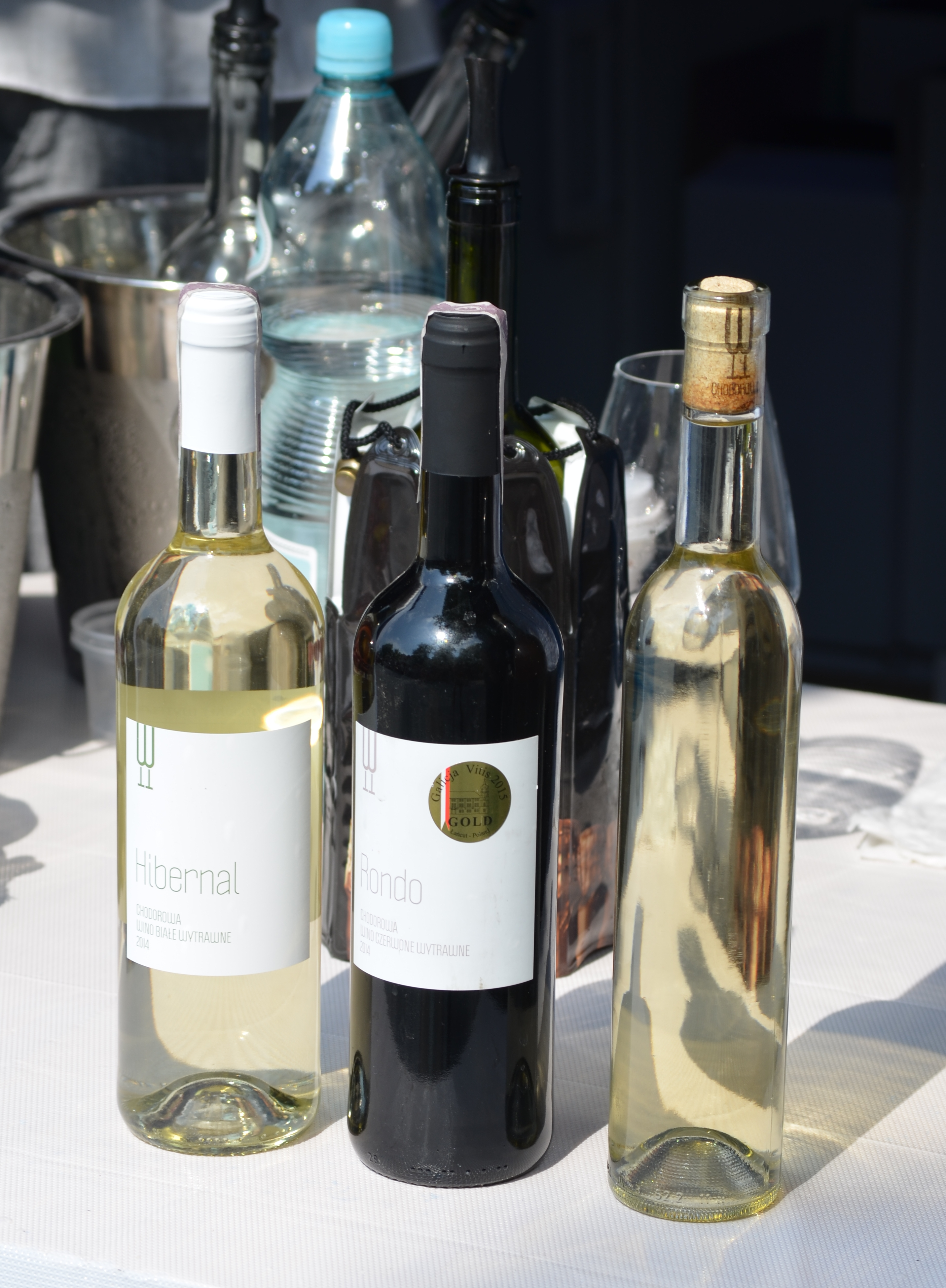
Вино из Бескидов на Днях вина в Ясло

Виноградная лоза попала в Малопольши из Южной Европы, вероятно, из Великой Моравии . По данным археологических раскопок, еще на рубеже IX—X веков в Малопольще выращивали виноградную лозу, поскольку к этому времени относят остатки виноградника, обнаруженные на склонах Вавеля. Первые задокументированные исторические сведения о виноградарстве и виноделии в юго-восточной Польше происходят из XI/XII веков во Львове и Кракове. В середине XII века краковские виноградники были уже настолько известны, что арабский географ Мухаммад аль-Идриси, описывая Краков, вспоминает, что город является «хорошим, большим, со многими домами, жителями, рынками, виноградниками и садами» . Тинецкие бенедиктинцы также сажали виноградники в своих имениях и в долине Выслоки. Тинское аббатство на протяжении веков было одним из важнейших центров виноделия в регионе.
Далее к востоку главными очагами виноградной культуры были Перемышль и Львов. В Перемышле виноградники занимали холм, известный сегодня как Вина Гура. В XIII веке крупными виноградниками в Перемышле владели епископы византийского обряда, а также монастыри францисканцев и доминиканцев. Когда-то на холмах вокруг Львова были виноградники, из которых сто бочек вина, и то не лучшего, ежегодно облагали десятиной русские князья. В XIV веке на Подкарпатье вино уже производили горожане. В то время немецкие переселенцы разводили виноград в окрестностях Кросна. В локационном документе 1389 упоминаются виноградники, принадлежавшие мещанам Перемышля. Остатки старых виноградниов — это названия полей в пределах деревень, где выращивали виноградную лозу, например, Виноградники в Янушковичах, Йодлово, Лесные, Левочи. В XVI и XVII веках в Польше, кроме вин с территории Венгрии, также популярны вина из окраины греческого города Мальвазия. В XVI веке Львов был известен как большой склад вин Мальвазии.
С саксонских времен Польши наиболее популярными были вина, привезенные с территории империи — венгерские и австрийские вина, купленные непосредственно у производителей, которые затем попадали на «столы Кракова, Сандомира и Руси, в Украине были популярны греческие и монастырские вина» .

## Сыры

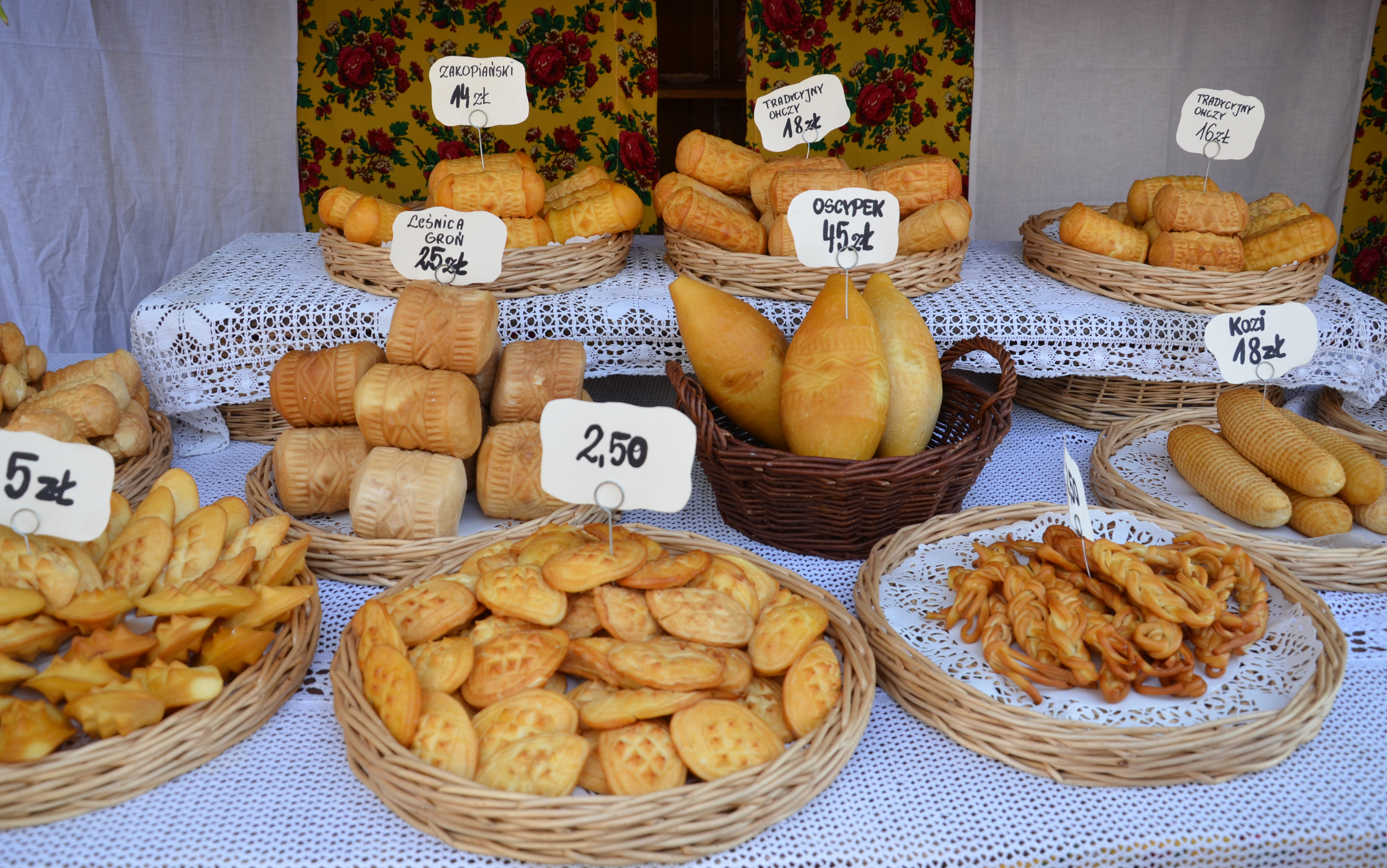
Выбор различных сыров в Кракове

Галичина также была известна разведением овец и крупного рогатого скота, что давало не только шерсть и сыр, но и мясо. В восточной части преобладали аборигенные восточнокарпатские породы, а на западе – овцы саксонской породы. Граф Агенор Голуховский также импортировал облагороженные породы симментальских коров.
По словам историка Марцина Бельского (1551), поселение германских колонистов подняло общий уровень экономики страны. «И потому Болеслав усадил их (немцев) туда, чтобы они защищали границы от Венгрии и Руси; но потому, что был грубый, невнятный народ, обратили его к полю и к коровам, потому что сыры дают добро, особенно в Спиже и в Подгорье …». Более тридцати лет спустя, в 1582 году, историк Мацей Стрыйковский писал, что немецкие крестьяне, заключенные в Переворске, Перемышле, Сяноке и Ярославе, были «добрыми фермерами» . В 1632 году подобную мысль выразил Шимон Старовольский в труде «Polonia» . Характерными для кухни польских гор являются сыры осципек, редиколка, бундз, голка и брынза Подгальская.
В буржуазной кухне набирает популярность так называемый венский сырник (творожник, творожная запеканка, чизкейк).

## Традиционные блюда

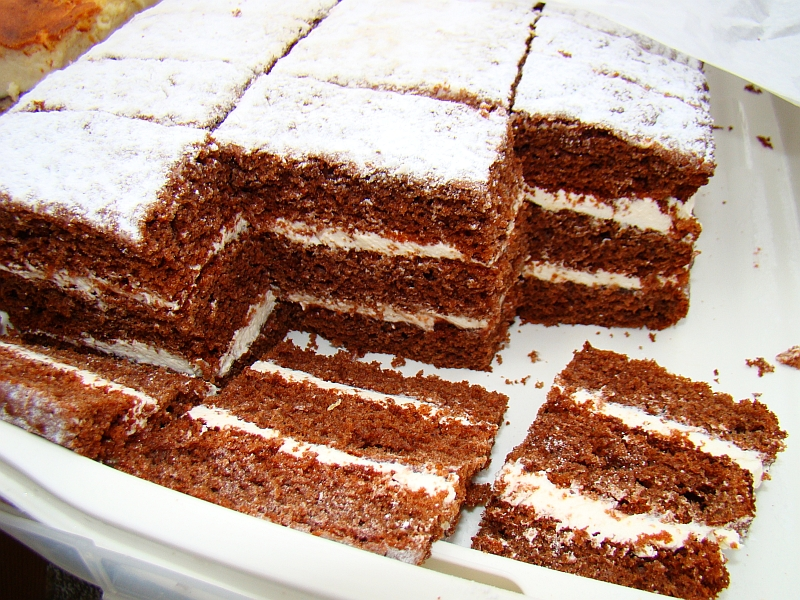
Пляцок

Одним из классических ингредиентов галицкой кухни были разного рода каши, несмотря на то, что в польской кухне крупа считалась примитивной пищей, которую употребляли преимущественно бедные и больные, создавая таким образом разделение между предпочтениями Восточной и Западной Галиции.
В 1842 году в кулинарной книге, опубликованной Яном Миликовским, анонимный автор представил несколько сотен рецептов картофельных блюд: от пюре до салатов, «штерцев», пирогов, запеканок, пудингов, кнедлей, клецок, кугеля, до пирожных, блюд из картофельной шелухи. Возможность использования картофеля произвела революцию в производстве алкогольных напитков по всей Галиции.

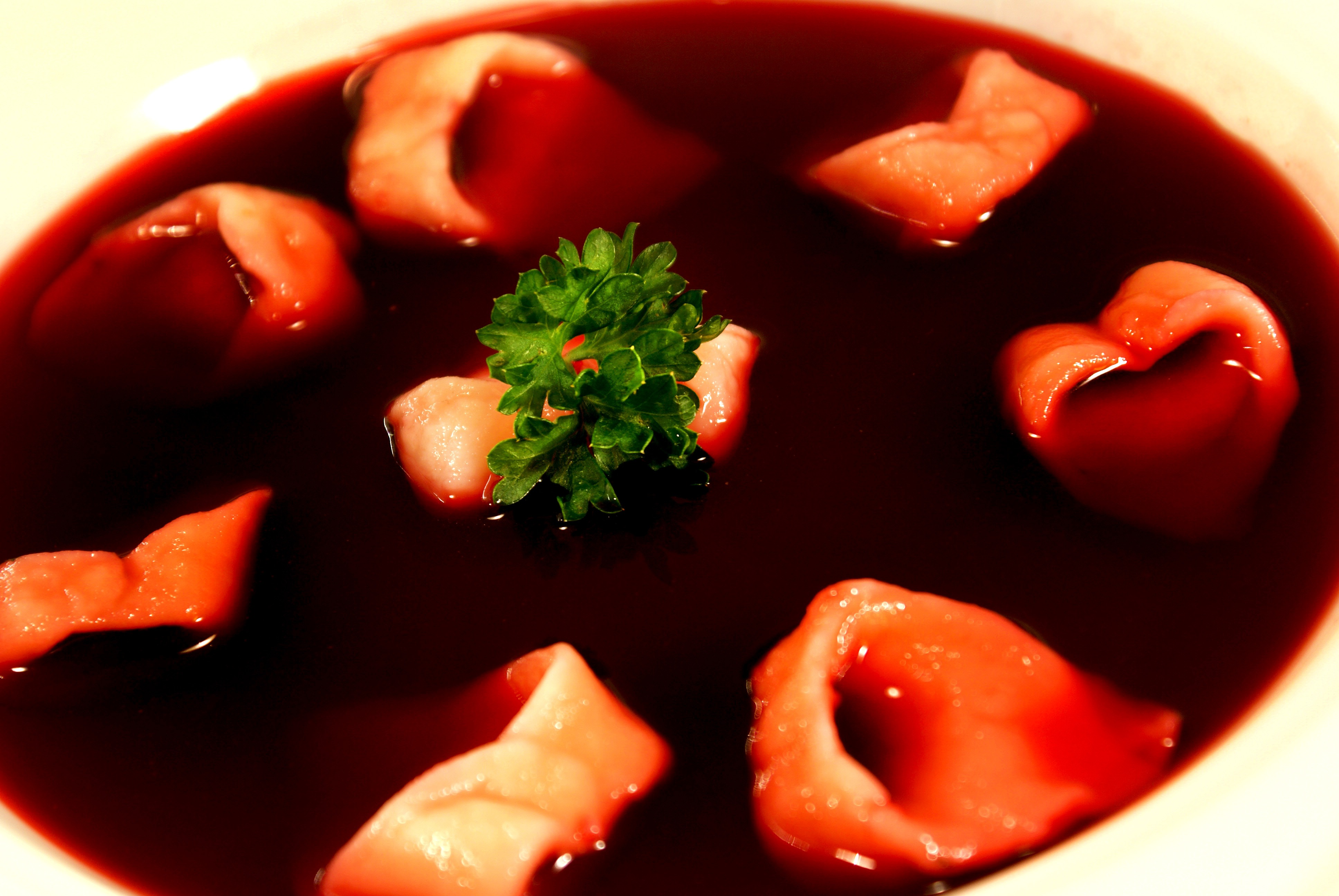
Галицкий борщ с ушками

Разница между типичной украинской и галицкой кухней проявляется в приготовлении борща: если в украинский борщ добавляют фасоль с тертой свеклой, картофелем и капустой, то на западе Украины, кроме ушек, в этот суп больше ничего не добавляют. Пероги русские (Pierogi ruskie) – это вареники с начинкой из творога, капусты, картофеля или вишни. На западе страны доминируют тушеная капуста, бигос, подгальские клёцки, шпецле и кнедли. Борщом, голубцами, свиными отбивными наслаждались с обеих сторон. В украинской кухне преобладали мучные блюда со свиным жиром или салом. Из более скромных блюд можно назвать арумшальц и молодой салат со сметаной, блинчики из ржаной муки со свиным салом и жирной сметаной. Деликатесом стал борщ с сухой колбасой с немецким шпеккухеном, то есть дрожжевыми пирожками с салом и луком. В пищу также употребляли большое количество молочных продуктов, особенно сметаны и сливок, которые подавали поверх сырых фруктов и густых киселей. Каждый суп и каждый соус обильно заправляли сливками, а также сливки ели вместе со всеми блинами и салатами, в том числе единственным зимним салатом – редьковым. Среди десертов употребляли домашний творог со сливками с сахаром и корицей. Также с 1776 года в Галиции начали изготавливать йогурт.
В большом количестве использовались жиры, в зависимости от достатка это было сливочное масло, сало и сметана. На северо-восточных краях были заметны некоторые татарские влияния, в частности, колдуны и большое количество баранины, используемой в этой кухне. Кроме колдунов, были распространены караимские пирожки, напоминающие чебуреки у крымских татар. Также потребляли кровянку из гречневой крупы, леща, запеченного на сале, щуку, фаршированную и жареную на сале, тушеных цыплят в раковом соусе, паштеты из дикой утки. В русинской кухне ежедневно ели борщ из ржаной муки (киселица), свекольный борщ, картофель с простоквашей или капустой, крупы, картофельную похлебку или зупу с овсянкой. Хлеб заменяли блинами из овсяной муки, перемолотой и испеченной на плите. На праздники подавали зразы из баранины.

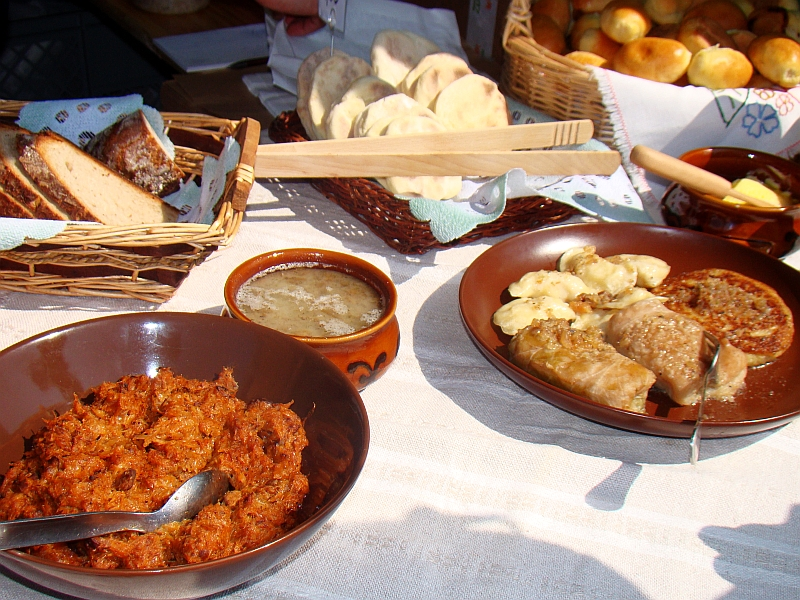
Выбор галицких блюд, Санок

У большинства жителей Бескидов и Подкарпатья еда всегда была скромной, простой и традиционной. По мнению культуролога Тараса Возняка, сугубо галицкими блюдами являются жур, бойковские кныши, мачанка и капуста. Картофель и капуста были основой каждого меню, а картофельное тесто пекли по-разному в зависимости от региона. Украинский кулинарный историк Марианна Душар отмечает среди основных галицких блюд палюшки, лазанки, картофельные пироги, фаршированную рыбу, яровые (овощные) супы, флячки, паштеты. Также основой меню был густой суп, который был одновременно сытным и питательным. Чаще всего подавали капустник, квашницу и супы с квашеной капустой, к которым добавляли свиную кость или кожицу сала. Однако мясо для крестьянской кухни было праздничным продуктом, его часто мариновали, коптили и консервировали. На праздники пекли сладкие пироги с начинкой и пряники с корицей.
Накануне Рождества на стол в Галиции подавали, среди прочего, маковник с джемом или популярный венский торт «Пишингер», известный во Львове под названием «Андруты» . Мария Грушецкая в книге под названием «Kucharz krakowski» в меню на Святвечер упоминает борщ с ушками, миндальную похлебку, рыбные пироги, черную капусту с каштанами, жареную щуку, судака с яйцами, кнедли со сливами. На десерт в Сочельник подавали маковый пирожок и пудинг с ванильным шодо. В Восточной Галиции популярна сладкая кутья. Наслаждались праздничным глинтвейном с добавлением апельсинового сока и специй.